# We Did It
 We Did It es un corto de animación estadounidense de 1936, de la serie de Betty Boop. Fue producido por los estudios Fleischer y distribuido por Paramount Pictures. En él aparecen Betty Boop y Pudgy, su mascota.

## Argumento
Betty Boop marcha de casa dejando a Pudgy al cuidado de tres gatitos. Aprovechando un descuido de él, los tres cachorros felinos empiezan a curiosear por todo el ámbito, creando situaciones peligrosas para su propia integridad física. En todas ellas, Pudgy acude en su ayuda valientemente.
Cuando Betty vuelve a casa, encuentra un panorama desolador, culpando a Pudgy del desastre.

## Producción
We Did It es la quincuagésima primera entrega de la serie de Betty Boop y fue estrenada el 24 de abril de 1936.